# Неуроендокринологија
Неуроендокринологија је релативно нова наука која се појавила средином двадесетог века као грана ендокринологије, настала на основу сазнања да мозак производи неурохормоне и на тај начин делује као ендокрини орган. Током истог периода, у релативно новом пољу неуронауке понашања, откривени су ефекти периферних хормона на функцију мозга, неурални развој и понашање. На основу ових сазнања данас се сматра да оба процеса — процес контрола хормонске секреције од стране мозга и процес дејства хормона на функцију мозга, заједно дефинишу обим модерне неуроендокрине науке.

## Дефиниције
Неуроендокрини системи
Неуроендокрини системи се могу дефинисати као скупови неурона, жлезда и неендокриних ткива, или као  неурохемикалије, хормони и хуморални сигнали који се производе и примају, који функционишу на интегративни начин како би свеукпуно регулисали физиолошко стање или стање понашања.
Неуроендокринска интеграција
Неуроендокринска интеграција је процес којим неуроендокрини системи региструју, преносе и интерпретирају важне сигнале из унутрашњег и спољашњег окружења, а затим директно доводе до адаптивних промене у превладавајућим физиолошким и бихевиоралним стањима. 

## Историја
Историја неуроендокринологије је тесно повезана са једним од кључних питања, како мозак успева да нас одржи и омогући нам да наша врста преживи? Тако је настала неуроендокринологија, као део одговора на ово питање — дисциплина која проучава стварање хормона у неуронима, осетљивост неурона на хормоне и динамичке двосмерне интеракције између неурона и ендокриних жлезда. Међутим утврђено је да се ове интеракције не појављују само кроз хормоне, већ делимично и од аутономног нервног система који не само да регулише хипоталамус и инервише ендокрине жлезде већ инервише и све наше органе. У том систему хипоталамус делује само као централни интегратор за ендокрине, аутономне и више мождане функције.
Историја неуроендокринологије почиње око 200. године, са Галеном, који је претпоставио да је мозак излучује остатке животињског духа  (pituita) и наставио се у 20. веку, када су истраживачи из различитих дисциплина покушали да схвате како мозак регулише виталне функције у телу. 
Захваљујући бројним, недавним електронским публикацијама енглеских и немачких научних часописа с почетка 20. века успели смо поново открити фасцинантне чланке написане у Европи пре Другог свјетског рата, који су показали да су нека од најновијих „иновативних" концепата заправо већ реплике, јер су постојала  размишљања истраживача од пре око 50—100 година раније. Очигледно је да је Други светски рат праћен миграцијама и прогнанством многих истраживача прекинуо развој концепата у овој области и да су потребна поновна открића, онога што је можда већ било откривено.

## Развој истраживања у неуроендокринологији
Поље неуроендокринологије проширило се из свог првобитног фокуса на контролу секреције хормона хипофизе од стране хипоталамуса како би обухватило вишеструке реципрочне интеракције између централног нервног система (ЦНС) и ендокриних система у контроли хомеостазе и физиолошких одговора на стимулације животне средине. Иако су многи од ових концепата релативно нови, интимна интеракција хипоталамуса и хипофизе је препозната пре више од једног века. 
На пример, крајем 19. века, клиничар Alfred Fröhlich , описао је стање гојазности и неплодности које се назива адипозогенитална дистрофија код пацијената са селарним тумором. Ово стање је касније постало познато као Фролихов синдром (Fröhlich syndrome) и најчешће је било повезано са акумулацијом прекомерне субкутане масти, хипогонадотропним хипогонадизмом и ретардацијом раста.
Да ли је овај синдром последица повреде само хипофизе и/или хипоталамуса, било је изузетно контроверзано. Неколико лидера из области ендокринологије, укључујући Кушинга и његове колеге, тврдили су да је овај синдром настао због поремећаја хипофизе  Међутим, експериментални докази су почели да указују  да је и хипоталамус некако био укључен у контролу рада хипофизе. На пример, Ашнер је показао код паса да прецизно уклањање хипофизне жлезде без оштећења хипоталамуса није довело до гојазности.  Касније, семиналне студије Hetherington and Ranson показале су да је стереотоксично уништавање медијалног базалног хипоталамуса са електролитичким лезијама, супримирало функцију хипофизе, резултовало морбидном гојазношћу и неуроендокриним поремећајима сличним онима код пацијената које је описао Fröhlich.  Ова и следеће студија јасно су утврдила да је хипоталамус за нормалне ендокрине функције. Међутим, механизми помоћу којих је хипоталамус био укључен у ендокрине регулације остао је неутврђен дуги низ наредних година. Дана знамо да су фенотипови Фролиховог синдрома и синдром вентромедијсалне хипоталамичке лезије,  вероватно последица дисфункције или уништавања кључних хипоталамичких неурона који регулишу секрецију хормона и енергетску хомеостазу.
Велики искорак направила је неуроендокринологије када је неколико група истраживача попут Ernst и Berta Scharrer, открила да су неурони у хипоталамусу извор аксона који чине неуронски сноп. Ипак, хипоталамичка контрола предње хипофизе и даље је остала нејасна. 
Анатомске студије  Wislocki-а и King-а подржале су концепт да је битан проток крви између хипоталамуса и хипофизе. А касније студије, укључујући и рад Geoffrey Harris-а,  описују значај успостављање тока крви између хипоталамуса и средње еминенцији предње хипофизе. Ово је подржало концепт да хипоталамус индиректно контролише функцију предње хипофизе и доводи до сада веч прихваћене хипотезе о постаојању хипофизног хемотрансмитера.
Након тога, следило је неколико важних студија, нарочито оних из Шалија и колега из Guillemin group, које су утврдиле да је предњи хипофиза чврсто контролисана од стране хипоталамуса. Обе групе истраживача идентификовале су неколико фактора који учествују у кретању пептидних хормона. Ове темељне студије резултовале су додељивањем Нобелове награде за медицину 1977. године Guillemin group. Сада знамо да су ови ослобађајући фактори основна веза између ЦНС и контроле ендокриних функција. Штавише, ови неуропептиди који су високо присутни у свим врстама од суштинског су значаја за репродукцију, раст и метаболизам.
Током протеклих 4 деценија, рад на пољу неуроендокринологије наставио је да напредује на више фронтова. Клонирање и карактеризација специфичних Г протеина везаних рецептора (GPCRs)  као ослобађајући фактори хипоталамуса помогли су да се дефинишу механизми сигнализације који користе факторе ослобађања. Карактеризација дистрибуције ових рецептора универзално је показала експресију рецептора у мозгу и периферним ткивима, осим хипофизе, тврдећи да је вишеструке физиолошке улоге фактора који ослобађају неуропептиде. На крају, дошло је до огромног напретка у нашем разумевању регулаторних неуронских и хуморалних инпута за  хипофизотропне неуроне.
Адипостатски хормонски лептин, откривен 1994. године, је пример хуморалног фактора који има дубоке ефекте на више неуроендокриних кола. Редукција циркулирајућег лептина је одговорна за сузбијање штитне жлезде и репродуктивних осовине током реаговања на гладовање. Касније откривање грелина,  стомачног пептида који регулише апетит, а такође делује и на више неуроендокриних осовина, показује да још много тога остаје ненаучено у вези са регулисањем хормона које ствара хипоталамус.  Наиме традиционално је тешко проучавати ослобађање експресије гена или специфичне регулације неуронских ослобађајућих фактора због њихових малих бројева и, у неким случајевима и дифузне дистрибуције. Трансгенски експерименти су произвели код мишева експресију флуоресцентних маркерских протеина специфично усмерених на неуроне гонадотропин-спроводног хормона  (GnRH) и неуроне артеријске проопиоеланокортина (POMC), међу многим другим. Ова технологија ће омогућити детаљно истраживање електрофизиолошких особина хипоталамичких неурона.
Иако се већина области неуроендокринологије фокусирала на факторе ослобађања хипоталамуса и њихову контролу репродукције, раста, развоја, баланса течности и стресног одзива кроз контролу производње питуитарног хормона,  неуроендокринологија је проучавала интеракцију ендокриног и нервног система у регулацији хомеостазе. То је условило да су поља неуроендокринологије даље проширена, међутим, како су разноврсна подручја основних истраживања често била фундаментална за разумевање неуроендокриног система она су на тај начин подстакла истраживаче у овом смеру. Ове области укључују изучавања: 
- неуропептидне структуре,
- функције и механизме деловања неуропептидних структура;
- неуронске секрете;
- хипоталамичку неуроанатомију;
- GPCR структуре, функцију и сигнализацију;
- транспорт супстанци у мозгу; и
- деловање хормона у мозгу.

Како хомеостатски системи често укључују и интегрисане ендокрине, аутономне и друге облике понашања, у многим од ових система (нпр енергетска хомеостаза, имунолошка функција), класичне неуроендокрине осовине су важне, али не и аутономни путеви, а ови субјекти се такође често проучавају у контексту неуроендокринологије.

## Галерија
Неуроендокрине ћелије